# Pokémon
Pokémon (ポケモン, Pokemon) é uma franquia de mídia que pertence a The Pokémon Company, tendo sido criada por Satoshi Tajiri em 1995. Ela é centrada em criaturas ficcionais chamadas "Pokémon", que os seres humanos capturam e os treinam para lutarem entre si com seus ataques de diversos tipos.
A franquia começou com um par de jogos lançados para o Game Boy original, desenvolvidos pela Game Freak e publicados pela Nintendo. Atualmente, a franquia se estende em jogos, cartas colecionáveis, série de televisão, além de filmes, mangás e brinquedos. Pokémon é  franquia de mídia de jogos mais bem sucedida e lucrativa do mundo.
Em 2006, a franquia celebrou seu aniversário de 10 anos. As vendas dos jogos (incluindo home console games, como Hey You, Pikachu!, para Nintendo 64) acumularam mais de 200 milhões de cópias vendidas. Em novembro de 2005, a 4Kids Entertainment, que tinha conseguido o licenciamento da série animada, anunciou que havia concordado em não renovar o contrato da representação da franquia. A Pokémon USA Inc. (atualmente The Pokémon Company International), uma subsidiária da japonesa Pokémon Co., passou a supervisionar todas as licenças de Pokémon fora da Ásia. Até 2024, a franquia de Pokémon acumulou um valor estimado de U$ 100 bilhões de dólares ao redor do mundo .

## Nome

Poké-Bola.

O nome Pokémon é uma abreviação da marca japonesa Pocket Monsters (ポケットモンスター, Poketto Monsutā). O termo Pokémon, além de se referir a própria franquia Pokémon, também se refere às mais de 1000 espécies de Pokémon. A palavra "Pokémon" é usada no singular e plural para o nome individual de cada espécie; a gramática correta é "um Pokémon" e "muitos Pokémon", bem como "um Pikachu" e "muitos Pikachu". (no entanto, em Pokémon Red, Blue e Yellow, alguns NPCs se referiam a Clefairy e Diglett no plural, mostrando "CLEFAIRYs" and "DIGLETTs", respectivamente. Isso foi arrumado em FireRed e LeafGreen.)

## Concepção
Tajiri teve a ideia de Pokémon por volta de 1989 ou 1990, quando o Game Boy foi lançado. O conceito do universo Pokémon foi inspirado no passatempo do diretor executivo Satoshi Tajiri de colecionar insetos quando era criança, Então como as crianças estavam prestando mais atencão aos videogames do que a brincar ao ar livre (Ou fazer isso) Ele decidiu fazer um videogame onde as crianças podiam fazer isso, Mas com monstros!  Os jogadores dos jogos são chamados de Treinadores Pokémon e dois dos principais objetivos (na maioria dos jogos Pokémon) para os Treinadores são: completar a Pokédex, capturando todas as espécies Pokémon disponíveis; e treinar seu time de Pokémon para competir contra o time de outros Treinadores e, eventualmente, se tornar o mais forte Treinador: um Mestre Pokémon. O conceito de capturar, treinar e batalhar estão presentes em quase todas as versões da franquia Pokémon, incluindo nos jogos, no anime e na série de mangá, e no jogo de cartas.
Na maioria dos jogos de Pokémon, um Treinador que encontra um Pokémon selvagem é capaz de capturá-lo através de um objeto esférico chamado Pokébola. Se o Pokémon não escapar da Pokébola, ele é considerado oficialmente do Treinador. Em seguida, o Pokémon irá obedecer todos os comandos do seu mestre, a menos que o Treinador não tenha muita experiência, a ponto dele preferir agir por conta própria. Os Treinadores podem mandar seus Pokémon para batalhas contra outros Pokémon; se o Pokémon adversário é selvagem, é possível capturá-lo com uma Pokébola, aumentando o seu time de Pokémon. No entanto, os Pokémon já pertencentes a outros Treinadores não podem ser capturados, exceto sob circunstâncias especiais em certos jogos. Se um Pokémon derrota o adversário durante uma batalha, então o oponente é nocauteado (ou seja, "desmaia"). O Pokémon vencedor ganha pontos de experiência e, às vezes, pode subir de nível. Quando um Pokémon sobe de nível, as suas estatísticas de batalha são aumentadas. Os Pokémon também podem aprender novos ataques, que são técnicas usadas nas batalhas. Além disso, muitas espécies de Pokémon possuem a capacidade de evoluir e se transformar em uma espécie mais forte.
Nas séries principais, o modo single-player de cada jogo requer que o Treinador tenha um time Pokémon para derrotar muitos Treinadores não jogáveis (NPC) e seus Pokémon. Cada jogo apresenta um caminho linear através de uma região específica do mundo Pokémon para o Treinador viajar, competindo em eventos e batalhando contra oponentes ao longo do caminho. Cada jogo possui oito Treinadores especialmente fortes, referidos como Líderes de Ginásio, que o Treinador deve derrotar a fim de progredir. Como recompensa, o Treinador recebe uma Insígnia de Ginásio e, conseguido todas as oito insígnias, aquele Treinador pode batalhar na Liga Pokémon da região. Na Liga Pokémon se encontram quatro Treinadores imensamente talentosos (referidos coletivamente como "Elite Four"), que desafiam o Treinador para quatro batalhas Pokémon sucessivas. Se o Treinador conseguir derrotá-los, ele deve desafiar o Campeão Regional, o Treinador Mestre que, anteriormente, venceu a Elite Four. Qualquer Treinador que vence essa última batalha se torna o novo campeão.
Na sétima geração (Sun & Moon e UltraSun & UltraMoon), os tradicionais líderes de ginásios foram substituídos por Trial Captains que, com o mesmo intuito dos ginásios, possuem desafios, puzzles e batalhas para que o treinador possa prosseguir em sua jornada. A sétima geração manteve o conceito de Elite Four e Champion League.

## Jogos

### Gerações
Os jogos originais de Pokémon foram role-playing (RPGs) com elementos de estratégia e foram criados por Satoshi Tajiri para o Game Boy. Esses RPGs, e suas sequências, remakes e traduções em inglês, são ainda considerados os "principais" jogos de Pokémon, além de serem os jogos que os fãs da série geralmente se referem quando usam o termo "jogos de Pokémon". Todas as propriedades Pokémon licenciadas são supervisionadas pela The Pokémon Company International, sendo divididas por gerações. Essas gerações são cronologicamente divididas pelo seu lançamento; a cada determinado número de anos, quando uma sequência oficial nas séries RPGs principais é lançada, contendo novos Pokémon, personagens e conceitos de jogabilidade, aquela sequência é considerada o começo de uma nova geração da franquia. Os jogos principais e os spin-offs, anime, mangá e cartas colecionáveis são atualizados com as novas propriedades de Pokémon toda vez que uma nova geração começa. A sétima geração da franquia começou em 18 de novembro de 2016.

Batalha entre um Charmander e um Bulbasaur no Pokémon Red e Pokémon Blue

#### Primeira geração
A origem de Pokémon está em dois jogos chamados Poketto Monsutā Midori, mais conhecido como Pokémon Green, e Poketto Monsuttā Aka, conhecido no ocidente por Pokémon Red, lançados em 1996, no Japão. Pokémon Green nunca foi lançado fora do Japão, sendo lançado apenas Pokémon Red Version e Blue Version. Pokémon Blue também foi lançado no Japão, alguns meses após o lançamento dos dois primeiros. Devido ao sucesso destes jogos, os quais chegaram a ser alguns dos jogos mais vendidos do Japão em 1996, houve a produção de uma versão diferente, denominada Pokémon Yellow: Special Pikachu Edition; trazia como Pokémon principal um Pikachu que andava sempre seguindo o jogador fora de sua Pokébola. Pokémon Red & Blue vendeu mais de dez milhões de cópias no Ocidente e Pokémon Yellow vendeu mais de cinco milhões de cópias sozinho.
Pokémon não foi lançado apenas para o Game Boy; mas também para o Nintendo 64, com três jogos especialmente para o console: um chamado Pokémon Stadium, que usava monstrinhos transferidos do Game Boy ou contidos no próprio Stadium em batalhas 3D, além de trazer uma série de minigames. Outro foi um spin-off chamado Hey You, Pikachu!, que inovou ao implementar nos videogames o sistema de microfone. O terceiro jogo foi Pokémon Snap, onde o jogador controlava um fotógrafo de Pokémon e devia fotografá-los da melhor maneira possível. Houve ainda um spin-off da série para o Game Boy chamado Pokémon Pinball, que trazia um pinball usando Pokémon e também foi um dos poucos jogos do console a usar a função "rumble", que fazia o console vibrar ao fazer certos movimentos.

#### Segunda geração
À medida que conquistava cada vez mais fãs mundialmente, os criadores decidiram fazer uma continuação dos primeiros jogos. Isso gerou em duas novas versões, que traziam uma aventura diferente das anteriores, situada em uma Região ao lado do palco dos primeiros jogos, 100 novos Pokémon, totalizando 251, recursos novos, entre outros. Conhecidos como Pokémon Gold & Silver, eles serviram de base para o mecanismo dos seguintes, apresentando a distinção entre Pokémon machos e fêmeas, possibilitando o cruzamento de Pokémon, conceito muito usado para trocas entre jogadores, utilizando o tempo dentro do jogo, diferenciando o dia da noite e muitas outras novidades para os jogadores. Foram os jogos eletrônicos mais vendidos de 2000 e os mais vendidos do Game Boy Color O terceiro jogo ficou conhecido como Pokémon Crystal Version e destacava o Pokémon lendário Suicune. Apresentava das outras duas versões, alguns detalhes novos com mudanças na parte gráfica, animações dos desenhos dos Pokémon ao começarem uma batalha e era o único jogo da segunda geração em que havia a possibilidade de conseguir o lendário Celebi.
Para o Nintendo 64 houve uma nova versão de Pokémon Stadium conhecida no ocidente como Pokémon Stadium 2, que trazia os 251 Pokémon em 3D e as mesmas mecânicas, além de novos minigames, uma característica marcante da série Stadium. Depois de Stadium 2 houve mais alguns spin-offs da série, como Pokémon Puzzle Challenge, Pokémon Puzzle League, ambos do mesmo gênero de jogos, sendo um para o Game Boy Color e o outro para o Nintendo 64; ainda foram lançados Pokémon Trading Card Game e Pokémon Trading Card Game 2, jogos que se baseavam no Trading Card Game da série.

#### Terceira geração
Em março de 2003, foram lançados os primeiros jogos da terceira geração, mais conhecida pelos jogadores como geração Advance, já que seus RPGs originais eram feitos para o portátil Game Boy Advance: Pokémon Ruby & Sapphire, que ultrapassaram as 3,1 milhões de unidades vendidas, sendo assim os mais comercializados no Japão em 2002 traziam 135 novos Pokémon, mas era impossível transferir Pokémon de gerações anteriores para os jogos, pois o treinamento deles em Pokémon Ruby & Sapphire se baseava em um outro sistema, o de Effort Values (valores de esforço), pontos que, ao serem bem calculados e distribuídos ao Pokémon, deixavam-no mais forte que outros treinados sem esse método. Para conseguir alguns dos Pokémon antigos, Pokémon Ruby & Sapphire conectava-se com outros jogos de terceira geração, principalmente Pokémon Colosseum, um dos jogos do tipo plataforma daquela geração.
Em 2004, Pokémon Red & Green ganharam remakes para o Game Boy Advance e foram lançados como Pokémon FireRed & LeafGreen. FireRed & LeafGreen voltava ao cenário dos primeiros jogos e refazia a jornada deles. Com isso, trazia a possibilidade de obtenção de todos os 150 primeiros e também um aspecto de nostalgia, sendo refeitos quase que exatamente como os primeiros jogos. Os remakes também traziam uma nova área para o mundo Pokémon: as Sevii Islands, onde era possível achar e capturar monstrinhos que eram nativos de Johto, palco dos jogos de segunda geração. Foram os jogos mais vendidos da Nintendo entre 2004 e 2005.
Os jogos do tipo plataforma tiveram uma atenção especial na Geração Advance, tendo dois jogos com modos nunca vistos na série Stadium. Pokémon Colosseum foi lançado em 2004 no Japão, junto com FireRed & LeafGreen, e foi o primeiro jogo de plataforma da série com um modo RPG. Este modo RPG trazia uma nova região, conhecida como Orre, onde um garoto tinha que salvar Pokémon com uma aura maligna corroendo seus corações, denominados Shadow Pokémon (inglês para Pokémon sombrio), e capturá-los de treinadores e membros de uma organização criminosa conhecida como Cipher. Em Colosseum, esse garoto tem que viajar por Hoenn ao lado de uma garota, a única pessoa que pode distinguir Pokémon normais dos Shadow Pokémon. Após capturá-los, ele tem que usá-los em batalhas para diminuir sua "barra de coração" (em inglês, Hearth Gauge) até o fim, possibilitando o Shadow Pokémon tornar-se novamente um Pokémon comum. Pokémon Colosseum foi dado como um grande jogo de Pokémon, embora desaconselhável para jogadores novatos. No ano seguinte, 2005, foi lançado Pokémon XD: Gale of Darkness, continuação direta de Colosseum, onde um novo herói tem que salvar Orre dos Cipher, que voltaram das sombras e se reorganizaram, criando um Shadow Pokémon que não poderia ser purificado, conhecido pelo codinome de XD001. Pokémon XD foi avaliado como uma versão melhorada de Colosseum, mas apresentava as mesmas falhas do antecessor. Ambos os jogos foram lançados para o Nintendo GameCube.
Em 2005, a geração Advance termina com Pokémon Emerald. Emerald era uma versão complementar para Ruby & Sapphire e trazia novos recursos, como o retorno das animações dos Pokémon ao início das batalhas, conceito já usado em Pokémon Crystal, uma nova área repleta de desafios chamada Battle Frontier e também a possibilidade, através de eventos, de capturar Mew sem a necessidade de truques, como em Red, Blue e Yellow. Foi o segundo jogo mais vendido do Japão em 2005.
A terceira geração trouxe mais spin-offs à série, como Pokémon Pinball Ruby & Sapphire, um novo pinball de Pokémon, usando os 202 Pokémon presentes em Ruby & Sapphire e a compatibilidade com o acessório e-Reader, Pokémon Channel, um spin-off que simulava uma estação de televisão comandada por, e feita para, Pokémon, e Pokémon Box Ruby & Sapphire, avaliado mais como um organizador de Pokémon vindos de Ruby & Sapphire, FireRed & LeafGreen e Emerald, com capacidade de armazenamento de até 1.500 monstrinhos em um só cartão de memória.

##### Spin-offs
Entre a terceira e quarta geração de RPGs Originais de Pokémon, spin-offs foram feitos especialmente para o Nintendo DS. O primeiro foi Pokémon Dash em 2005, no qual havia corridas entre os Pokémon em percursos a pé ou de balão usando a Stylus, a caneta do DS. Em 2006, nos Estados Unidos, foram lançados mais três spin-offs. Pokémon Trozei! trazia um puzzle usando Pokémon, em um tabuleiro onde se tentava alinhar quatro monstrinhos iguais para eliminá-los e ganhar pontos. Em um estilo mais cartoon e semelhante ao jogo PaneldePon, Pokémon Trozei! foi dado como divertido por usar a Stylus de um modo dinâmico e inteligente. Depois de Pokémon Trozei!, foi lançado Pokémon Mystery Dungeon (também feito para o Game Boy Advance), onde o jogador é um humano transformado em Pokémon em um mundo composto apenas com eles, onde é necessário salvar a todos da destruição por uma maldição, resgatando Pokémon que precisam de ajuda e desvendando os mistérios que resultaram na transformação do protagonista em Pokémon. Por último, veio Pokémon Ranger, um jogo que introduzia uma nova forma de controlar os Pokémon, obtendo-os apenas por um tempo e soltando-os depois na natureza. Em Pokémon Ranger, o jogador tinha que usar os Pokémon de modo correto para derrotar uma organização maléfica que pretende capturar, aprisionar e usar os Pokémon para destruir as civilizações de todo o mundo. Pokémon Ranger também ganhou uma continuação onde pode-se capturar Darkrai em uma missão especial.
Cada um desses jogos apresentava um ou mais Pokémon de quarta geração: Pokémon Dash apresentou aos jogadores Munchlax, a forma pré-evoluída do Pokémon de primeira geração Snorlax. Pokémon Mystery Dungeon introduziu Bonsly (embora ele já tivesse aparecido em Pokémon XD), Mime Jr., Weavile e Lucario, sendo apenas Lucario um Pokémon completamente novo. E Pokémon Ranger mostrou aos jogadores um dos Pokémon Lendários de quarta geração, conhecido como Manaphy.

#### Quarta geração
Em setembro de 2006, foram lançados no Japão as duas primeiras versões de RPGs originais da quarta geração de Pokémon, feitas para o Nintendo DS. Pokémon Diamond & Pearl introduziram 106 novos Pokémon, totalizando 493, novas funções, como uma mudança na parte dos ataques, divindindo-os em três tipos (Physical, que usa o valor Attack; Special, que usa o valor Special Attack e Other, que utiliza qualquer outro valor), a volta das mudanças de horário entre o dia e a noite, usado pela última vez em Pokémon Gold & Silver, incluindo a possibilidade de conexão online através da Nintendo Wi-Fi Connection, onde os jogadores de qualquer parte do mundo poderiam batalhar e trocar Pokémon com vários outros jogadores do planeta. Também introduziu no Nintendo DS o uso de um fone de ouvido que permitia conversas entre os jogadores que iriam se enfrentar na Nintendo WFC. Pokémon Diamond & Pearl venderam mais de 1,58 milhão de cópias nos quatro primeiros dias no Japão e também foram os jogos mais vendidos do país em todo o ano de 2006. Nos Estados Unidos Pokémon Diamond & Pearl venderam mais de um milhão de cópias na primeira semana de vendas e mais de dez no mundo inteiro.
Em dezembro de 2006, chegou às lojas do Japão o primeiro jogo de plataforma da série para o console Wii: Pokémon Battle Revolution. Ele estabelece uma conexão com Pokémon Diamond & Pearl, de modo que os Pokémon de Diamond & Pearl podem ser transferidos para Pokémon Battle Revolution. Battle Revolution também traz a possibilidade de usar Pokémon diretamente de Diamond & Pearl para batalhas em 3D com amigos e copiá-los para o jogo para serem usados para a completação de coliseus (Colosseums) em um lugar chamado Pokétopia ou usá-los através de Nintendo Wi-Fi Connection também.
A quarta geração teve apenas dois spin-off já anunciados. É a seqüência direta de Pokémon Mystery Dungeon, chamada Pokémon Mystery Dungeon 2 e também sequência de outro jogo Pokémon Ranger: Shadows of Almia. Também foi anunciado que a série Pokémon ganharia seu primeiro jogo de arcade, denominado Pokémon Battrio. A sequência de Pokémon Mystery Dungeon foi lançada em 13 de setembro de 2007.
Em 2008, foi lançado o terceiro jogo de RPG da quarta geração, Pokémon Platinum, que no seu segundo dia de vendas no Japão, já havia vendido 963 mil unidades. Trazendo uma nova dimensão para Sinnoh, o mundo distorcido (The Distortion World), onde é possível encontrar Giratina.
Em 12 de setembro de 2009 foi colocado à venda no Japão, remakes dos jogos Pokémon Gold & Silver para o Nintendo DS intitulado Pokémon HeartGold & SoulSilver. Assim como Pokémon Yellow, que somente Pikachu andava fora da Poké-bola, qualquer Pokémon que seja o primeiro de sua equipe anda ao seu lado agora. E duas novas áreas para Johto, uma espécie de pokémon Safari e também traz de volta o Battle Frontier. Vem acompanhando também o Pokéwalker.

#### Quinta geração

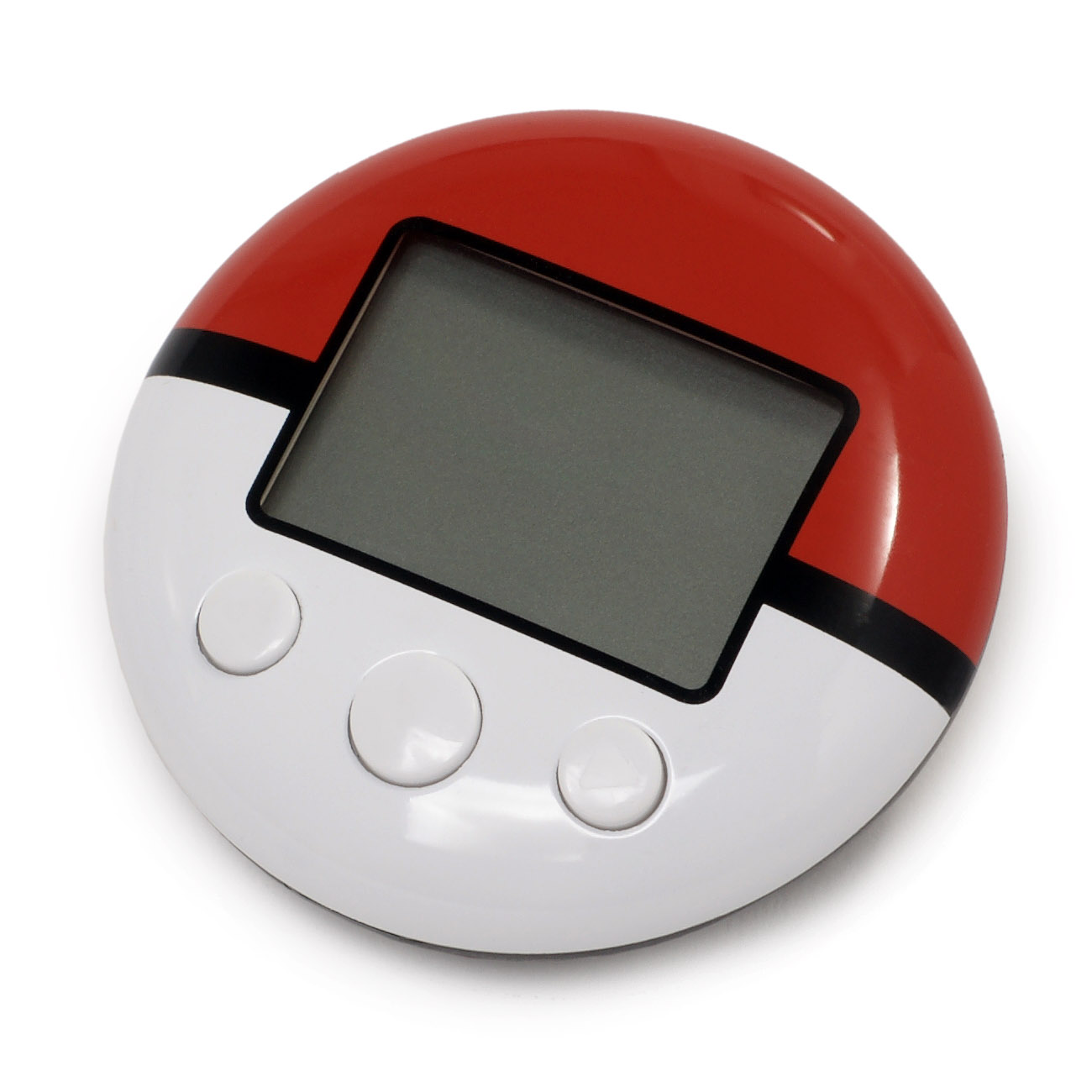
O Pokéwalker, um pedômetro que conta os seus passos e se conecta com o DS

Em 29 de janeiro de 2010, a Pokémon Company anunciou que o novo jogo Pokémon, que traz os primeiros monstrinhos da quinta geração, estava em desenvolvimento para o Nintendo DS a ser lançado no final daquele mesmo ano.
O anúncio da revelação foi feito no site da TV Tokyo, onde foi postado que "Os novos jogos Pokémon XY finalmente serão revelados!".
Os nomes das versões da 5ª geração são: Pokémon Black e Pokémon White! A revelação foi feita pela página oficial dos monstrinhos. Mais detalhes virão no dia 15, mas as informações divulgadas mostram que o lançamento acontecerá no outono japonês. Como esperado, o primeiro grande destaque são os gráficos 3D que estão melhores desenvolvidos em relação às versões anteriores. Em seguida, temos a nova tela de batalha, como mostra a imagem com Zorua e Zoroark, os primeiros monstrinhos da nova geração. O Centro Pokémon recebeu um upgrade e agora possui um balcão de vendas, possivelmente resultado de uma fusão com os Mercado Pokémon. Notem, na mesma imagem, que agora é mostrada uma indicação de qual personagem está falando, como se fosse um balão de histórias em quadrinhos. Temos também os sprites em miniatura dos dois treinadores principais. A garota usa um boné branco e rosa e rabo-de-cavalo, enquanto o garoto possui um boné branco e vermelho com uma roupa azul. Mas informações são esperadas no Pokémon Sunday, que será exibido hoje, e nos próximos dias, na atualização do site oficial. Os iniciais são de Planta Snivy,o de fogo Tepig e o de água o Oshawott. além de outros como os dois lendários Reshiram e Zekrom. E outros como Minccino, Munna, Klink, Pidove, Darmanitan, Blitzle e Sandile. Foram lançados no total 157 novos Pokémon nesta geração.
Pokémon Black 2 e Pokémon White 2 são lançados em 2012 no Japão dando continuação ao enredo de Pokémon Black e Pokémon White após dois anos.

#### Sexta geração
Os novos jogos Pokémon X & Y são anunciados para Outubro de 2013 agora para uma nova plataforma, o Nintendo 3DS, na região de Kalos. Os três novos Pokémon iniciais são Fennekin (fogo), Chespin (grama) e Froakie (água) e os Pokémon lendários Xerneas (Pokémon X) e Yveltal (Pokémon Y) com uma nova experiência de jogo em 3D. Este foi o jogo que mais surpreendeu de toda a franquia com muitas novidades inéditas, a começar pela que mais surpreendeu: As Mega Evoluções, que são versões evoluídas de alguns Pokémon. Ela é uma evolução temporária, assim, ela só acontece durante uma batalha se o Pokémon segura a sua respectiva Mega Stone (o item que o faz mega evoluir). Já mega evoluídos, os Pokémon podem ter uma alteração nos status, nas habilidades e até no tipo. É importante lembrar que só um Pokémon pode mega evoluir por batalha. Outra grande novidade foi a adição do tipo fada, que conta com novos Pokémon e até alguns antigos que tiveram este tipo adicionado ou substituído pelo antigo, como é o caso de Togekiss, que era do tipo normal/voador e virou do tipo fada/voador. Este tipo foi criado com o intuito de balancear o jogo do lado competitivo que na geração passada era dominado pelos dragões, já que fada tem vantagem e imunidade a dragão.

#### Sétima geração
Durante uma apresentação do Nintendo Direct em 26 de fevereiro de 2016, dois novos títulos de Pokémon foram anunciados: Pokémon Sun e Pokémon Moon. Os Primeiros Jogos da sétima geração de Pokémon, com previsão para lançamento em dezembro de 2016 mas, lançado oficialmente em Novembro do mesmo ano. Os jogos serão compatíveis com outros títulos Nintendo 3DS, incluindo Pokémon X e Y; Pokémon Omega Ruby e Alpha Sapphire; e o Virtual Console de re-lançamentos de Pokemon Red, Blue e Yellow.
Em maio de 2016 foi revelado o nome da nova região a ser explorada, Alola, uma arquipélago inspirado no Hawaii, bem como os três novos Pokémon iniciais: Rowlet, dos tipos grama e voador; Litten, do tipo fogo e Popplio, do tipo água. Também foram reveladas as artes de capa com os Pokémon lendários mascotes de cada versão: Solgaleo na versão Sun, dos tipos psíquico e metal, e Lunala na versão Moon, dos tipos psíquico e fantasma. Porém, seus nomes e tipos só vieram a ser divulgados no início de junho de 2016.
Os jogos Pokémon Ultra Sun e Ultra Moon, anunciados em 6 de junho de 2017, foram lançados no dia 17 de novembro.

#### Oitava geração
Em 27 de fevereiro de 2019, os primeiros jogos da franquia no Nintendo Switch, Pokémon Sword e Shield, foram anunciados. Os três Pokémon iniciais revelados no trailer são Scorbunny, de fogo, Sobble, de água, e Grookey, de grama. Os lendários macotes são Zacian, na versão Sword, e Zamazenta, na versão Shield.
Em um Nintendo Direct, foi revelado que nem todos os Pokémon iriam estar no jogo, o que deixou muitos fãs irritados; como consequência, foram criadas as hashtags #BringBackNationalDex (Tragam de volta a National Dex) e #BBND. Em 3 de junho de 2020, foram anunciadas as DLCs Pokémon Isle of Armor e Pokémon Crown of Tundra.

#### Nona geração
Em 27 de fevereiro de 2022, Pokémon Scarlet e Violet foram anunciados para o Nintendo Switch, com data de lançamento para 2022.

### Mecânica

#### Treinador Pokémon
Os jogadores são chamados de Treinador Pokémon. Seu objetivo é alcançar dois objetivos (na maioria dos jogos de Pokémon): capturar todas as espécies de Pokémon disponíveis na região fictícia onde o jogo está configurado e completar a informação de todos os Pokémon na Pokédex; Por outro lado, eles devem treiná-los e enfrentar outros Pokémon pertencentes a outros treinadores para demonstrar suas habilidades, força, talento e assim se tornar um "Mestre de Pokémon". Para conseguir isso, o treinador Pokémon viajam por todas as regiões do mundo dos Pokémon, coletando "insígnias de ginásio", que são obtidas após derrotar o respectivo Líderes de Ginásio, em uma batalha na qual ambos treinadores e o líder de ginásio enfrentam seus Pokémon para testar suas habilidades especiais em uma batalha Pokémon.

#### Pokémon inicial

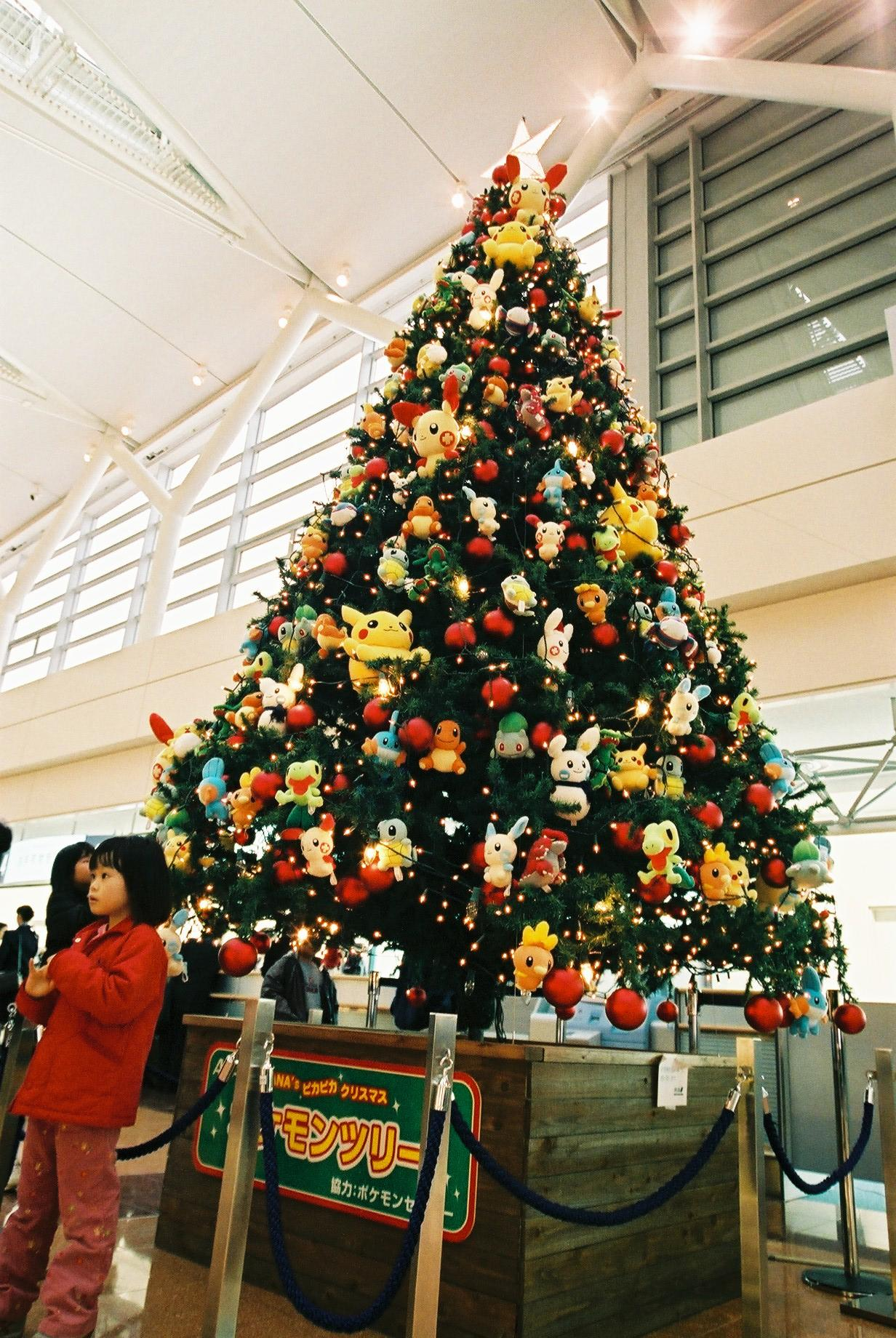
Uma árvore de Natal com vários Pokémon iniciais, incluindo Pikachu, Plusle e Minum

Um dos aspectos constantes dos videojogos Pokémon desde a sua criação com Pokémon Red e Pokémon Blue (no Ocidente) para o console portátil Game Boy, até as versões mais recentes, é que os jogadores, no início do jogo, recebem seus primeiros Pokémon como um presente de um Professor (isso depende da região onde o jogo está definido), um personagem especialista em Pokémon.
Os treinadores recebem um Pokémon inicial para começar sua jornada no jogo. A quantidade estabelecida de iniciais Pokémon é três, das quais os treinadores podem escolher apenas um. Eles são sempre do tipo grama, tipo fogo e tipo água, um Pokémon por tipo. Por exemplo, nas versões Pokémon Red e Blue (e seus respectivos remakes, Pokémon FireRed e LeafGreen), o jogador tem a opção de escolha entre Bulbasaur (tipo grama), Charmander (tipo de fogo) e Squirtle (tipo de água).
No entanto, em Pokémon Yellow, o treinador recebe como seu Pokémon inicial o Pikachu (famoso por ser o mascote da franquia e um Pokémon do tipo elétrico). No entanto, após os lançamentos da Pokémon Red e Pokémon Blue, Pikachu pode ser obtido durante sua busca na trajetória do jogo por um único jogador, algo que não foi possível em qualquer outra entrega da franquia, até o lançamento do Pokémon X e Pokémon Y. Outro aspecto constante é que o rival do jogador, um personagem que também se torna um treinador ao mesmo tempo que o jogador, sempre escolherá um Pokémon que tenha uma vantagem sobre o do protagonista. Por exemplo: se o jogador escolher um Pokémon tipo grama, o oponente sempre escolherá um Pokémon tipo fogo como seu Pokémon inicial. Em Pokémon Yellow, o oponente escolhe Eevee, que pode ser evoluído para um Jolteon, Vaporeon, ou Flareon, dependendo do resultado da batalha entre o jogador e o adversário no laboratório Pokémon e um outro evento especifico.

#### Pokédex
A Pokédex no mundo fictício dos Pokémon é um dispositivo eletrônico que intervém nos videogames e nas séries de anime. Nos jogos, sua função é registrar os dados de um Pokémon. No mangá e no anime, a Pokédex é uma enciclopédia eletrônica que fornece ao treinador informações sobre um Pokémon que é desconhecido. Para utilizá-la, o treinador apenas precisa expor a Pokédex na frente dos Pokémon.
Nos jogos de vídeo, um treinador recebe uma Pokédex em branco no início de sua jornada. O objetivo é completar a informação de todos os Pokémon disponíveis na região onde você está. O treinador receberá o nome e a imagem do Pokémon que foi encontrado. Em Pokémon Red & Blue, a Pokédex registra a informação de cada Pokémon com apenas ver. A informação mais detalhada sobre um Pokémon está disponível depois que o treinador capturou um Pokémon selvagem. Esta informação inclui tipo, altura, peso, técnicas e uma breve descrição dos Pokémon.
As versões atuais da Pokédex contêm todas as informações dos conhecidos pokémon. Nos jogos de GameCube, Pokémon Colosseum e Pokémon XD: Gale of Darkness, o Pokémon Digital Assistant (PDA) é usado, o que é semelhante ao Pokédex.
Atualmente a Pokédex Nacional vai do Pokémon número #001 (Bulbasaur) até o #807 (Zeraora).

## Em outras mídias

### Anime

Ash Ketchum segurando Pikachu no primeiro episódio, "Pokémon, Eu Escolho Você!"

O anime mostra Ash Ketchum e seu Pikachu em sua aventura para se tornar um mestre Pokémon. Seus amigos Brock e Misty o acompanham em grande parte dessa jornada. Outros protagonistas incluem Tracey, May e Max, Dawn, Iris e Cilan, Serena, Clemont e Bonnie. Durante toda a série há a presença da Equipe Rocket. Seus três integrantes que mais aparecem são Jessie, James e Meowth, que têm como objetivo roubar Pokémon, em especial o Pikachu de Ash. Ash vai passando por várias regiões ao longo de sua jornada, como a de Kanto, Johto, Hoenn, Sinnoh, Unova, Kalos e atualmente Alola. E assim Ash junto aos seus amigos exploram esse maravilhoso mundo Pokémon cheio de aventuras e novas espécies de Pokémon.

### Filmes
O ano de lançamento corresponde ao lançamento original no Japão.
1. Pokémon: The First Movie—Mewtwo Strikes Back (1998)
2. Pokémon: The Movie 2000—The Power of One (1999)
3. Pokémon 3: The Movie—Spell of the Unown (2000)
4. Pokémon 4Ever—Celebi: Voice of the Forest (2001)
5. Pokémon Heroes (2002)
6. Pokémon: Jirachi Wish Maker (2003)
7. Pokémon: Destiny Deoxys (2004)
8. Pokémon: Lucario and the Mystery of Mew (2005)
9. Pokémon Ranger and the Temple of the Sea (2006)
10. Pokémon: The Rise of Darkrai (2007)
11. Pokémon: Giratina and the Sky Warrior (2008)
12. Pokémon: Arceus and the Jewel of Life (2009)
13. Pokémon: Zoroark: Master of Illusions (2010)
14. Pokémon the Movie: Black—Victini and Reshiram & 
 Pokémon the Movie: White—Victini and Zekrom (2011)
15. Pokémon the Movie: Kyurem vs. the Sword of Justice (2012)
16. Pokémon the Movie: Genesect and the Legend Awakened (2013)
17. Pokémon the Movie: Diancie and the Cocoon of Destruction (2014)
18. Pokémon the Movie: Hoopa and the Clash of Ages (2015)
19. Pokémon the Movie: Volcanion and the Mechanical Marvel (2016)
20. Pokémon the Movie: I Choose You! (2017)
21. Pokémon the Movie: The Power of Us (2018)
22. Pokémon the Movie: Mewtwo Strikes Back: Evolution (2019)
23. Pokémon: Detetive Pikachu (2019)
24. Pokémon: Secrets of the Jungle (2020)

### Trilhas sonoras
Os Pokémon CDs foram lançados na América do Norte, a maioria deles em conjunto com os lançamentos teatrais dos três primeiros filmes Pokémon. Esses lançamentos foram comuns até o final de 2001. Em 27 de março de 2007, um CD do décimo aniversário foi lançado contendo 18 faixas do dublê inglês; Este foi o primeiro lançamento em língua inglesa em mais de cinco anos. Bandas sonoras dos filmes de Pokémon foram lançados no Japão todos os anos, em conjunto com os lançamentos teatrais.
| Ano  | Título                                                              |
| ---- | ------------------------------------------------------------------- |
| 1999 | Pokémon 2.B.A. Master                                               |
| 1999 | Pokémon: The First Movie                                            |
| 2000 | Pokémon World                                                       |
| 2000 | Pokémon: The First Movie Original Motion Picture Score              |
| 2000 | Pokémon: The Movie 2000                                             |
|      | Pokémon: The Movie 2000 Original Motion Picture Score               |
| 2001 | Totally Pokémon                                                     |
| 2001 | Pokémon 3: The Ultimate Soundtrack                                  |
| 2001 | Pokémon Christmas Bash                                              |
| 2007 | Pokémon X: Ten Years of Pokémon                                     |
| 2013 | Pokémon X & Pokémon Y: Super Music Collection                       |
| 2013 | Pokémon FireRed & Pokémon LeafGreen: Super Music Collection         |
| 2014 | Pokémon HeartGold & Pokémon SoulSilver: Super Music Collection      |
| 2014 | Pokémon Ruby & Pokémon Sapphire: Super Music Collection             |
| 2014 | Pokémon Diamond & Pokémon Pearl: Super Music Collection             |
| 2014 | Pokémon Black & Pokémon White: Super Music Collection               |
| 2014 | Pokémon Black 2 & Pokémon White 2: Super Music Collection           |
| 2014 | Pokémon Omega Ruby & Pokémon Alpha Sapphire: Super Music Collection |
| 2016 | Pokémon Red and Green Super Music Collection                        |
| 2016 | Pokémon Sun & Pokémon Moon: Super Music Collection                  |

### Mangá
O mangá original, denominado Poketto Monsutā SPECIAL, foi primeiramente lançado no Japão e, com o sucesso da série, expandiu-se globalmente, sendo rebatizada de Pokémon Adventures. São vários arcos. Cada arco tem enredo e personagens diferentes dos do anime, tendo como protagonistas pessoas baseadas nos treinadores dos jogos. Atualmente está em seu sexto arco no Japão, com um sétimo sendo planejado para o fim de 2008.
Pokémon Adventures é o mangá original da série, mas há muitos outros tipos de mangá, que contam diferentes histórias, como Pokémon Zensho e Pokémon Chamo-Chamo Party, que não apresentam personagens vistos em outras séries ou mídias e também mangás como The Electric Tale of Pikachu, conhecido no Brasil como Pokémon em Quadrinhos, e Ash & Pikachu, que têm como personagens principais Ash Ketchum e seu amigo Pikachu, além de cinco mangás adaptados de filmes de Pokémon e duas séries de mangás baseadas em jogos: uma em Pokémon Colosseum e outra em Pokémon Mystery Dungeon.

### Trading Card Game
Pokémon tem uma série de jogos de cartas conhecidos antigamente no Brasil como Pokémon Estampas Ilustradas e chamado hoje pelo nome em inglês, Pokémon Trading Card Game. É composto por uma série de cartas com as quais dois jogadores podem duelar. Lançado primeiramente no Japão em 1997 pela Media Factory e nos Estados Unidos pela Wizards of the Coast a partir de 1999, hoje conta com 34 expansões, cada uma sempre com novas cartas e Pokémon com novos ataques e tipos.

### Trading Figure Game
O Trading Figure Game foi criado na Austrália em 2006, trazendo uma série de figuras colecionáveis de Pokémon que se assemelham com um RPG de tabuleiro, mas utiliza também elementos do Trading Card Game. O jogo consiste em atravessar um tabuleiro sem ser nocauteado e chegar ao ponto final, vencendo o adversário.
O jogo, feito para dois jogadores, é dividido em turnos, onde o Pokémon pode atacar o adversário girando sua figura até parar. Caso pare no local certo, o ataque é bem sucedido e o oponente recebe dano, mas caso não pare nesse local, o ataque é cancelado.
Assim como o Trading Card Game, o Trading Figure Game também traz as cartas de treinador, que são usadas para melhorar a situação do Pokémon em batalha. O Trading Figure Game também traz miniaturas de verdadeiros treinadores que vêm dos jogos da série e suas ações podem mudar o rumo da partida.
Atualmente, existe uma expansão da série chamada de Pokémon Trading Figure Game: Next Quest e seu lançamento foi no dia 15 de agosto de 2007 na América. Tanto o TCG quanto o TFG de Pokémon são administrados pela subdivisão da The Pokémon Company, chamada de Pokémon Organized Play, que administra quase todos os torneios em toda a América.

## Críticas e controvérsias

### Moralidade e crenças religiosas
Pokémon foi criticado por alguns cristãos sobre temas ocultos e violentos percebidos e o conceito de "evolução de Pokémon", que eles sentem vai contra a conta da criação bíblica em Gênesis. No entanto, Sat2000, uma estação de televisão por satélite com sede na Cidade do Vaticano, rejeitou que o jogo de cartões comerciais e jogos de vídeo Pokémon são "cheios de imaginação inventiva" e não têm "efeitos colaterais mortais prejudiciais". No Reino Unido, o jogo "Christian Power Cards" foi introduzido em 1999 por David Tate, que afirmou: "Algumas pessoas não estão felizes com os Pokémon e querem uma alternativa, outras apenas querem jogos cristãos". O jogo era semelhante ao Pokémon Trading Card Game, mas usava figuras bíblicas.
Em 1999, a Nintendo deixou de fabricar a versão japonesa do cartão de troca "Koga's Ninja Trick" porque representava um manji, um símbolo tradicionalmente budista sem conotações negativas. O grupo judaico de direitos civis da Liga Anti-Difamação reclamou porque o símbolo é o inverso de uma suástica, que é considerada ofensiva para o povo judeu. Os cartões foram destinados apenas à venda no Japão, mas a popularidade do Pokémon levou à importação para os Estados Unidos com a aprovação da Nintendo. A Liga AntiDifamação entendeu que o símbolo da questão não pretendia ofender e reconheceu a sensibilidade que a Nintendo demonstrou ao remover o produto do mercado.
Em 1999, dois meninos de nove anos de idade da Merrick, Nova York processaram a Nintendo porque alegaram que o Pokémon Trading Card Game causou o jogo problemático.
Em 2001, a Arábia Saudita proibiu os jogos e cartões de Pokémon, alegando que a franquia promovia o sionismo ao exibir a Estrela de David nos cartões comerciais (uma estrela de seis pontas é apresentada no jogo de cartas), bem como outros símbolos religiosos, como cruzes eles associado ao cristianismo e aos triângulos que eles associaram à Maçonaria; os jogos também envolveram jogos de azar, o que viola a doutrina muçulmana.
Pokémon também foi acusado de promover o materialismo.

### Direitos dos animais
Em 2012, a PETA criticou publicamente o conceito de Pokémon como apoio à crueldade com os animais. A PETA comparou o conceito do jogo, de capturar animais e forçá-los a lutar, a brigas de galas, anéis de luta e circo, todos os eventos frequentemente criticados por crueldade com os animais. Em seguida, a PETA lançou um jogo de Pokémon fora do comum, onde os Pokémon batalham com seus treinadores para ganhar sua liberdade. A PETA reafirmou suas objeções em 2016 com o lançamento do Pokémon Go, promovendo a hashtag #GottaFreeThemAll.

### Saúde
Em 16 de dezembro de 1997, mais de 635 crianças japonesas foram internadas em hospitais com crises epilépticas. Determinou-se que as convulsões foram causadas por assistir a um episódio de Pokémon "Dennō Senshi Porygon", (mais comumente traduzido "Soldado elétrico Porygon", temporada 1, episódio 38); Como resultado, esse episódio não foi exibido desde então. Neste episódio particular, houve explosões brilhantes com padrões de cores vermelhas e azuis que alternavam rapidamente. Foi determinado em pesquisas subsequentes que esses efeitos luminosos fazem com que alguns indivíduos tenham convulsões epilépticas, mesmo que a pessoa não tenha antecedentes de epilepsia. Este incidente é um foco comum de paródias relacionadas a Pokémon em outros meios de comunicação como o episódio dos Simpsons: "Thirty Minutes over Tokyo" e o episódio de South Park: "Chinpokomon".

### Monster in My Pocket
Em março de 2000, o Morrison Entertainment Group, um pequeno desenvolvedor de brinquedos estabelecido em Manhattan Beach, Califórnia, processou a Nintendo por reivindicações de que Pokémon violou seus próprios personagens Monster in My Pocket. Um juiz decidiu que não houve violação, então Morrison apelou da decisão. Em 4 de fevereiro de 2003, o Tribunal de Apelação dos Estados Unidos para o nono circuito afirmou a decisão do tribunal distrital de demitir o processo.

### Pokémon Go
Nos primeiros dois dias de lançamento, o Pokémon GO levantou preocupações de segurança entre os jogadores. Várias pessoas também sofreram lesões ao cair enquanto jogavam o jogo.
Múltiplos departamentos de polícia em vários países emitiram avisos, em relação à condução desatenta, a invasão e a ser alvo de criminosos por não ter conhecimento dos arredores. As pessoas sofreram várias lesões por acidentes relacionados ao jogo.jogadores da Bósnia foram avisados para ficarem fora dos campos de minas deixados pela década de 1990 na guerra da Bósnia. Em 20 de julho de 2016, foi relatado que um menino de 18 anos em Chiquimula, na Guatemala, foi baleado e morto enquanto fazia o jogo no final da noite. Esta foi a primeira morte relatada em conexão com o aplicativo. O primo de 17 anos do menino, que estava acompanhando a vítima, foi baleado nos pés. A polícia especulou que os atiradores usavam a capacidade do GPS do jogo para encontrar os dois.

## Influências culturais

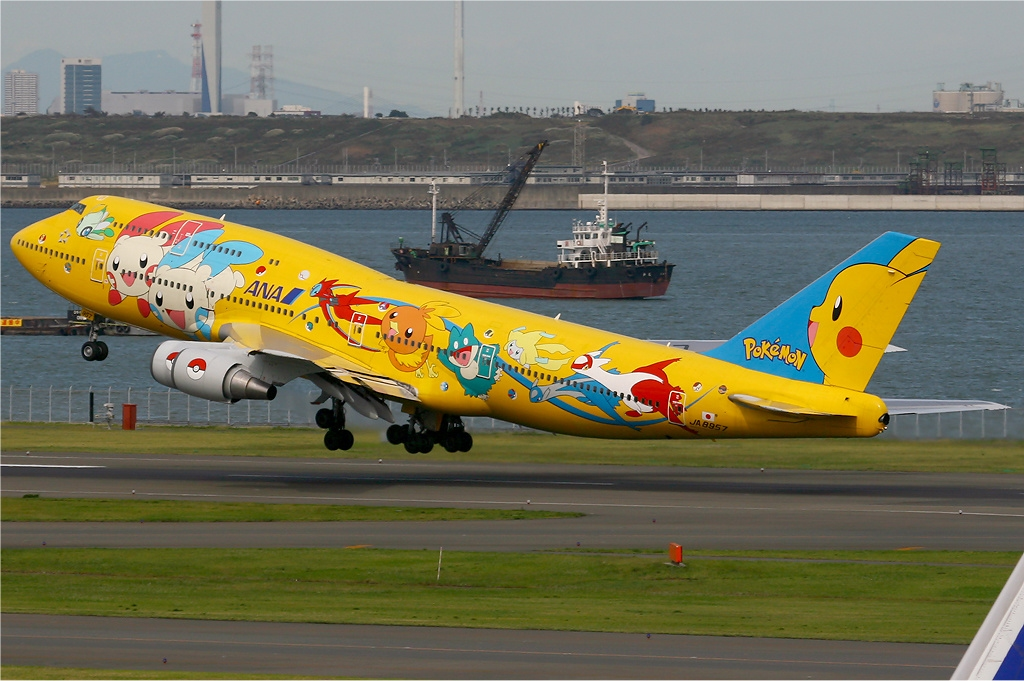
Um Boeing 747-400 temático da All Nippon Airways

Trem da série Shinkanses E3 com desenhos de Pokémon

Pokémon também tem várias influências culturais, sendo considerada uma marca na cultura pop. A começar pela conhecida Febre Pokémon, que "invadiu" o mundo no final da década de 90, quando Pikachu e seus amigos invadiram não apenas os videogames e a televisão, mas também várias lojas de brinquedos e várias pessoas compravam produtos com a marca da série. Pokémon é considerada a ponte cultural entre o Ocidente e o Japão quando se fala em vídeo games, conquistando tantos fãs quanto no país de origem. Após alguns anos, perto do lançamento de Pokémon Ruby e Sapphire, a febre havia acabado. Embora os jogos de Pokémon ainda vendessem milhões de cópias, os produtos desapareceram e muitos dos fãs que Pokémon havia conquistado desinteressaram-se pela série.[carece de fontes?]
Pikachu já apareceu duas vezes na Parada de Dia de Ação de Graças da empresa Macy's, uma loja de departamentos dos Estados Unidos. Pokémon também teve Boeings estilizados, milhares de itens de merchandising por causa da Febre Pokémon, dois parques temáticos, um em Nagoya, no Japão e outro em Taipei, em Taiwan, várias lojas especializadas em Pokémon, denominadas Pokémon Centers, pelo mundo, principalmente no Japão, além de ser capa da Time Magazine em 1999.
Pokémon também virou um espetáculo musical chamado Pokémon Live! encenado na Broadway, surgido no final de 2000 nos Estados Unidos e baseado no anime, mas com algumas diferenças. Aparentemente seria um sucesso e estava indo rumo à Europa em 2002, mas, por motivos desconhecidos, foi cancelado.
Também aparecem referências em diversos programas. Em Os Simpsons (The Simpsons, no original), há uma sátira ao episódio do Porygon, que levou mais de 600 crianças japonesas aos hospitais, onde Homer e a família têm tonturas ao ver um desenho semelhante.
No episódio 310 do desenho South Park, que foi exibido em 3 de novembro de 1999 nos Estados Unidos, também houve uma sátira. Os personagens assistiam ao "Chimpokomon" na TV, e compravam todos os produtos da série, satirizando a "pokéfebre".